# Francisco Ruiz de Infante
Pour les articles homonymes, voir Francisco Ruiz et Ruiz.
Francisco Ruiz de Infante né le 5 mars 1966 à Vitoria-Gasteiz en Espagne, est un artiste vidéaste, plasticien et performeur basque espagnol.

## Biographie
Francisco Ruiz De Infante obtient un master en peinture et en arts audiovisuels de l’université du Pays basque en 1991 puis un master multimédia de l’École nationale supérieure des beaux-arts de Paris en 1992. Depuis 1999, il est enseignant et coordinateur du groupe de recherche en Arts hors-format de la Haute École des arts du Rhin à Strasbourg. Il est également membre fondateur du Centre des Rives, un laboratoire pour l'art contemporain et le documentaire en milieu rural à Vaillant (Haute-Marne).

## Parcours artistique
(août 2016).
Ruiz de Infante appartient à une génération d'artistes marquée par la rencontre avec les machines audiovisuelles. Il utilise à la fois la haute technologie et le bricolage d'urgence. Ruiz de Infante reconstruit la manière dont fonctionne la mémoire lorsqu’elle nourrit le présent : par saccades pleines d’erreurs d’information, ou comme un torrent d'images qui recommencent sans fin. 
Son travail participe des arts plastiques, de la littérature, de la musique, de la vidéo et, ces dernières années, trouve sa forme principalement dans des installations audiovisuelles. Généralement éphémères, ses œuvres sont le résultat d'un travail in-situ. Elles se construisent formellement pour, autour, et dans l'espace et le contexte qui les provoquent. La notion de parcours ou de circuit est prédominante. Il invente de fragiles architectures en construction, à mi-chemin entre la ruine et le chantier.
Il a présenté des projets importants dans des institutions comme le Musée d'art moderne de la ville de Paris, le MNCA Reina Sofía à Madrid, le Guggenheim de Bilbao, la Maison de l’Image de Genève, la Blaffler Gallery de Houston, le ZKM de Karlsruhe, la Kunst-Halle de Bonn, le musée Carrillo Gil de México, La Panera de Lleida, la salle Metrónom de Barcelona, l'Institut Cervantès de Casablanca. Il a commencé en 2009 un cycle d'expositions et d'interventions artistiques : Ecosistemas BlueSky, qui se concrétisent au travers de projets individuels et collectifs en Argentine à la Fundación Telefónica y CCEBA de Buenos Aires avec la commissaire Nekane Aramburu , en France (Nuit vidéo de Nancy, Atheneum de Dijon), et en Espagne (Artium de Vitoria-Gasteiz) …
Il a également produit de nombreuses œuvres cinématographiques comme le long métrage Los Lobos en 1995, les courts métrages Las Cosas Simples, remportant le prix découverte au Festival du nouveau cinéma de Montréal en 1993, Colisiones sin titulo en 2001, La Piedra de NY en 2005 et en 2009, B.S.o.D. (Training attitude). Plusieurs de ses vidéos peuvent être vues dans la collection du MNAM Centre Pompidou à Paris et du Musée Reina Sofía à Madrid parmi de nombreuses autres collections de musées et de médiathèques internationales.  
Dans le domaine du spectacle, il a collaboré avec le chorégraphe Loïc Touzé et le compositeur Christian Sebille. Depuis 2010, au sein du projet chorégraphique LabOfilm, il travaille avec la chorégraphe et artiste visuel Olga Mesa, et depuis 2012, ils co-réalisent le projet thématique Carmen/Shakespeare,.

## Travaux vidéo
- 2015 :
  - Plancton en collaboration avec Olga Mesa.
  - BlueSky(HolyBile), vidéo, 20 min
- 2013 : La Carte 13, vidéo, 8 min
- 2012 : BlueSky / BlueP(r)ince(s), vidéo, 11 min
- 2011 : BlueSky (apprendre à taper II), série de vidéos, 5 min+8 min+3 min
- 2009 :
  - BlueSky (BSoD) Training Attitude, vidéo, 12 min
  - BlueSky (Qué sera sera), vidéo, 6 min
- 2008 :
  - BlueSky (Eje-Centro-Polo), vidéo, 5 min
  - BlueSky (apprendre à taper), série de vidéos, 3 min+3 min+3 min
- 2005 : La pierre de NY en collaboration avec Christian Sébille, vidéo, 15 min
- 2001 : Collisions sans titre, vidéo, 17 min
- 1995 : Les Loups, leçon de survie, vidéo, 92 min
- 1994 : Les Promenades nocturnes, vidéo, 11 min
- 1993 :
  - Les Choses simples, vidéo, 17 min
  - La Maison de redressement (faux jumeaux), vidéo, 24 min
- 1992 :
  - Je suis de la Grande Europe, vidéo, 14 min
  - Le Premier Voyage (quatre jours), vidéo, 23 min
- 1991 :
  - Le Jugement, vidéo, 11 min
  - Lieu commun, vidéo, 12 min
- 1991 : Vers l'eau; super-8 et Vidéo, 14 min